# إدوارد إف. بورنس
إدوارد إف. بورنس هو سياسي أمريكي، ولد في 28 يناير 1931 في Branchdale, Pennsylvania ‏ في الولايات المتحدة، وتوفي في 10 يناير 2019. نشط حزبياً في الحزب الجمهوري. وقد انتخب عضو مجلس نواب بنسيلفانيا ‏.